# 寒い朝
「寒い朝」（さむいあさ）は、1962年4月20日にビクターレコードから発売された吉永小百合・和田弘とマヒナスターズの楽曲（VS-681）で、吉永小百合のデビュー・シングル。
石坂洋次郎の原作『寒い朝』の映画化作品『赤い蕾と白い花』の主題歌。映画のクレジットでは、主題歌のタイトルも映画と同じ「赤い蕾と白い花」であった。
通算で50万枚以上（1966年時点）を売り上げるヒット曲となり、吉永は本楽曲で同年の「第13回NHK紅白歌合戦」に初出場を果たした。
2005年10月から、作曲を行った吉田正の故郷が日立市であることにちなみ、常磐線の日立駅において、下りホームの発車メロディとして使用されている。

## 収録曲
1. 寒い朝（吉永小百合・和田弘とマヒナスターズ）
  - 作詞：佐伯孝夫、作曲・編曲：吉田正
2. 人の知らない花（吉永小百合）
  - 作詞：佐伯孝夫、作曲・編曲：吉田正

## 後年カヴァーしたアーティスト
- 佐良直美 - アルバム「鈴懸の径 -佐伯孝夫 優しい詩集-」収録 （1972年）

- 国実百合 - 「北風と太陽」収録（1990年）

- 国仲涼子 - 「ふるさと」収録 （2004年）